# Nederzwalm-Hermelgem
Nederzwalm-Hermelgem (fr. Nederzwalin-Hermelghem) – dzielnica (deelgemeente) gminy Zwalm w Belgii, w Regionie Flamandzkim, w prowincji Flandria Wschodnia, w okręgu Oudenaarde. Do 31 grudnia 1976 samodzielna gmina.  

## Demografia
Liczba mieszkańców, stan na 1 stycznia:
| Rok                | 1930 | 1947 | 1961 | 2020 |
| ------------------ | ---- | ---- | ---- | ---- |
| Liczba mieszkańców | 967  | 963  | 912  | 914  |